# 주한 크로아티아 대사관
주한 크로아티아 대사관(크로아티아어: Veleposlanstvo Republike Hrvatske u Republici Koreji)은 대한민국 서울특별시 중구 충무로1가 25-5 고려대연각타워 13층에 위치하고 있는 크로아티아 대사관이다. 현직 주한 크로아티아 대사는 다미르 쿠셴이다.

## 역사
대한민국은 1992년 4월 15일에 크로아티아를 주권 국가로 승인했으며 크로아티아는 1992년 11월 18일에 대한민국과 수교했다. 대한민국 정부는 2005년 12월 12일에 크로아티아 자그레브에 주크로아티아 대한민국 대사관을 설립했다. 크로아티아 정부는 대한민국과 수교한 이후에 한동안 주일본 크로아티아 대사관에서 대한민국과 관련된 외교 임무를 겸임해 오다가 2018년 10월 25일에 대한민국 서울에 주한 크로아티아 대사관을 설립했다.

## 주요 업무
주요 업무는 대한민국 정부와의 외교·교섭, 투자 유치 활동, 대한민국 거주 크로아티아 국민의 보호 육성, 외교 정책 홍보, 문화, 학술, 체육 협력, 여권, 입국 사증 발급 및 영사 확인 업무 등이다. 대한민국과 크로아티아 사이에는 사증 면제 협정이 체결되어 있기 때문에 관광 및 방문을 목적으로 크로아티아에 입국한 대한민국 국민, 대한민국에 입국한 크로아티아 국민 모두 상호주의 원칙에 따라 최대 90일까지 상대방 국가에서 사증 없이 체류할 수 있다.

## 같이 보기
관련 항목
- 크로아티아의 재외공관 목록
- 대한민국 주재 외국공관 목록
- 대한민국-크로아티아 관계
- 주크로아티아 대한민국 대사관

고려대연각타워 관련
- 주한 칠레 대사관
- 주한 세네갈 대사관
- 주한 코스타리카 대사관
- 주한 우루과이 대사관